# Sint-Nicolaaskerk (Rotterdam)
De Sint-Nicolaaskerk was een rooms-katholieke kerk aan de Schaepmanstraat in de wijk Spangen in Rotterdam.
De kerk werd in 1923-1924 gebouwd voor de katholieke gelovigen in de wijk Spangen, die in deze jaren werd gebouwd. Het kerkgebouw was in eerste instantie voorzien als noodkerk tot een definitieve kerk kon worden gebouwd, maar bleef decennialang in gebruik.

## Geschiedenis
Het gebied van Spangen was tot ongeveer 1916 een polder met agrarische bestemming. In deze periode groeide de bevolking van Rotterdam sterk en er kwamen veel katholieke arbeiders uit Brabant naar de stad. De stad werd daarom in westelijke richting uitgebreid. Het zuidelijk deel van de nieuwbouwwijk Spangen viel destijds deels onder de parochie van de Antonius Abtkerk in Delfshaven, het kleinere noordelijk deel onder de parochie van de Sint-Jan-de-Doperkerk in Schiedam.
Het aantal katholieken in Spangen nam dusdanig snel toe, dat de wat veraf gelegen Antonius Abtkerk ze niet allemaal kon bedienen. Spangen diende een eigen katholieke kerk te krijgen en de Antoniusparochie kocht daarom een stuk grond van 4500m²aan de Mathenesserdijk, waar een kerkgebouw en scholen gebouwd konden worden. In november 1922 gaf de bisschop van Haarlem kapelaan H.G. Caarls de opdracht om een nieuwe parochie voor te bereiden. De door hem aangestelde bouwcommissie besloot een eenvoudige stenen noodkerk te bouwen, zodat de parochie snel van start kon. De bouwcommissie leende fl.300.000,- voor de bouw.
De Rotterdamse architect Jos Margry was verantwoordelijk voor het ontwerp van de kerk en de pastorie. Aannemer J.C. de Waal won in mei 1923 de aanbesteding voor de bouw. Margry en De Waal voltooiden in deze periode samen ook de Sint-Barbarakerk in Crooswijk. De Waal zou de kerk en pastorie bouwen voor een bedrag van fl.136.000,-. De voorbereidingen starten dezelfde maand en 20 juli werd de eerste paal geslagen. Daarna ontstond enkele maanden vertraging door een probleem met grondwater, waardoor het oorspronkelijke plan om de kerk eind 1923 gereed te hebben niet kon worden gehaald. In de eerste maanden van 1924 werden ook de straten rondom het bouwterrein aangelegd. De kapelaan wist de gemeenteraad te bewegen om de reeds bedachte straatnamen "Zoutkeetstraat" en "Taanhuisstraat" te veranderen in de katholiekere namen "Schaepmanstraat" (naar Dr. Schaepman) en "Van Meursstraat" (naar dichter/kapelaan Bernard van Meurs).
In april 1924 was de kerk voltooid. Zo kon op 28 april 1924 de Sint-Nicolaaskerk plechtig worden ingewijd door mgr. Vuylsteke, de apostolisch vicaris van Curaçao. Vuylsteke kwam zelf uit Delfshaven en was tijdelijk in Nederland. Op dezelfde dag werd ook de parochie Sint-Nicolaas opgericht en werd kapelaan Caarls aangesteld als pastoor. De parochie besloeg vanaf die dag de hele wijk Spangen, dus zowel de delen die tot de Antonius Abt en tot de Jan de Doper behoorden.
De verwachting was dat er na enkele jaren voldoende geld beschikbaar was om een volwaardige kerk te bouwen. De noodkerk zou dan eventueel als verenigingsgebouw gebruikt kunnen worden. De crisis van de jaren 30 en de daardoor ontstane werkeloosheid onder de arbeiders in Spangen zorgden er echter voor dat de parochie verliesgevend werd en bij het bisdom moest aankloppen voor steun. Geld voor de beoogde nieuwe kerk kwam er vervolgens niet meer.

## De kerk
Het door Margry ontworpen kerkgebouw was een eenvoudige stenen zaalkerk met houten kap. Op de kap stond aan de zuidelijke zijde een kleine klokkentoren.
Het hoogaltaar was afkomstig uit de in 1921 gesloten Antonius Abtkerk aan de Havenstraat in Delfshaven. De parochie liet zelf een beeld van de Heilige Nicolaas maken bij de beeldenfabriek van Gerard Linssen in Venlo. Particulieren schonken verder de kruiswegstaties, communiebank, een Mariabeeld en een Heilig Hartbeeld, een kruis voor op het altaar en de monstrans.
De noodkerk bleef zo tot in de jaren 1960 in gebruik. In 1962 opende de parochie een nieuwe Sint-Nicolaaskerk. De oude kerk bleef nog naast de nieuwe staan en werd in de jaren 1970 afgebroken. Het moderne nieuwe kerkgebouw stond op de hoek van de Schaepmanstraat en Mathenesserdijk en deed tot 1994 dienst, waarna ook deze kerk werd afgebroken. De Sint-Nicolaasparochie was inmiddels gefuseerd met andere parochies tot de Pax-Christi-parochie, die een kerkgebouw verderop aan de Mathenesserdijk heeft.

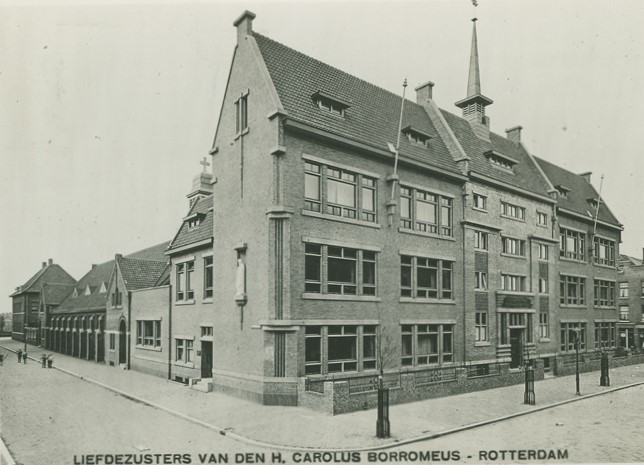
Hoek Schaepmanstraat-Mathenesserstraat met v.l.n.r. de pastorie, St-Nicolaaskerk, Jozefschool, Zusterhuis Stella Maris en de Mariaschool

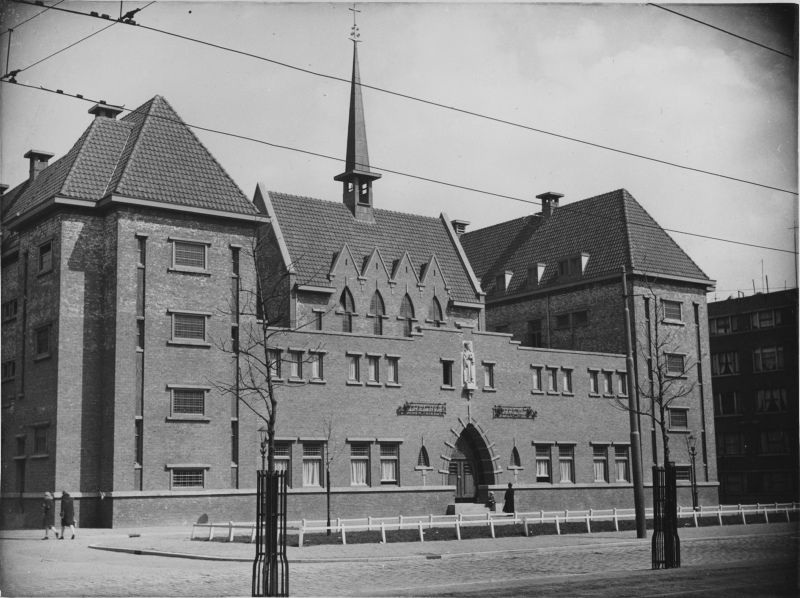
Het Regina Pacisklooster, met links de Matthiasschool en rechts de Nicolaasschool

## Scholen
Spangen was een kinderrijke wijk en de parochie begon direct na de oprichting met het stichten van scholen. Jos Margry werd gevraagd om de scholen en bijhorende broeder- en zusterhuizen te ontwerpen.
 Zo werd op het terrein achter en naast de kerk gebouwd:
- Bewaarschool "Sint-Theresia" aan de Van Meursstraat (1925)
- Jongensschool "Sint-Jozef" op de hoek Schaepmanstraat - Mathenesserstraat (1927)
- Meisjesschool "Allerheiligste Maria" op de hoek Van Meursstraat - Mathenesserstraat (1927)

Het aantal leerlingen groeide dusdanig snel dat al in 1928 drie klassen tijdelijk naar een gemeenteschool moesten verhuizen. Dit leidde ertoe dat de parochie bij het Willem Beukelszplein twee nieuwe scholen liet bouwen:
- Jongensschool "Sint-Matthias" aan de Nanningstraat (1929)
- Jongensschool "Sint-Nicolaas" aan de Willem-Beukelszoonstraat (1929)

Na opening van de beide jongensscholen kwamen de jongens van de Jozefschool over en werd dit schoolgebouw voor de meisjes in de Mariaschool geïntegreerd.
De Liefdezusters van de Heilige Carolus Borromeus verzorgden het onderwijs voor de meisjes. Zij woonden vanaf 1928 in het zusterhuis "Stella Maris", dat aan de Mathenesserstraat tussen de Jozefschool en de Mariaschool was gebouwd. De Broeders van de Onbevlekte Ontvangenis van Maria verzorgden het onderwijs voor de jongens. Zij woonden vanaf 1930 in het Regina Pacisklooster aan het Willem Beukelszplein, dat eveneens door Jos Margry was ontworpen en tussen de Matthiasschool en de Nicolaasschool in stond. Dit klooster werd bij het Bombardement op Rotterdam-West in 1943 geheel verwoest. Vanaf 1946 woonden de broeders in het klooster in Schiedam, tot ze in 1959 een nieuw klooster openden op de oorspronkelijke plaats.
De bewaarschool aan de Van Meursstraat is afgebroken. De gebouwen aan de Mathenesserstraat waarin de Jozef- en Mariaschool en het zusterhuis waren gevestigd bestaat nog steeds. Dit zijn de enige overgebleven gebouwen van het katholieke complex van de Nicolaaskerk. De Mariaschool is hier nog steeds gevestigd. De Nicolaasschool bestaat ook nog en is gevestigd aan de Schiedamseweg, bij het in 2012 door de broeders verlaten klooster.